# Kampot (provincie)
Kampot is een provincie (khett) in het zuiden van Cambodja. De provincie is verdeeld in 8 districten, 92 gemeenten en 477 dorpen. De hoofdstad is Kampot.

## Demografie
Kampot telt 585.110 inwoners, waarvan 283.604 mannen en 301.506 vrouwen. Een gemiddeld gezin bestaat uit 4,5 personen.

## Districten
Kampot kent de volgende acht districten:
- Angkor Chey
- Banteay Meas
- Chhouk
- Chum Kiri
- Dang Tong
- Kampong Trach
- Kampot
- Kampong Bay